# Хенри Катнър
Хенри Катнър (на английски: Henry Kuttner) е виден американски писател на произведения в жанра научна фантастика, фентъзи и хорър. Пише и под различни псевдоними – Едуард Дж Белин (Edward J. Bellin), Пол Едмъндс (Paul Edmonds), Ноел Гарднър (Noel Gardner), Уил Гарт (Will Garth), Джеймс Хол (James Hall), Кийт Хамънд (Keith Hammond), Хъдсън Хейстингс (Hudson Hastings), Питър Хорн (Peter Horn), Келвин Кент (Kelvin Kent), Робърт O. Кениън (Robert O. Kenyon), C. Х. Лидъл (C. H. Liddell), Хю Майпен (Hugh Maepenn), Скот Морган (Scott Morgan), Лорънс О'Донъл (Lawrence O'Donnell), Удроу Уилсън Смит (Woodrow Wilson Smith), Чарлз Стодард (Charles Stoddard), и Луис Паджет (Lewis Padgett), повечето съвместни със съпругата му Катрин Люсил Мур.

## Биография и творчество
Хенри Катнър е роден на 7 април 1915 г. в Лос Анджелис, Калифорния, САЩ, в семейството на Хенри Катнър и Ани Леви. Родителите на баща му са емигранти от Германия, а на майка му от Англия. Баща му умира, когато е на 5 години, и той израства в бедност. Получава бакалавърска степен по психология от Университета на Южна Калифорния, а през 50-те учи в магистърска програма, планирайки да бъде клиничен психолог. След дипломирането си работи в литературната агенция на чичо си Лорънс Дорси.
Публикува първия си хорър разказ „The Graveyard Rats“ през 1936 г., а през 1937 г. първия си фантастичен разказ.
На 7 юни 1940 г. се жени за писателката Катрин Люсил Мур (псевдоним – К. Л. Мур). Те се срещат в края на 30-те в рамките на групата, която ръководи писателят Хауърд Лъвкрафт.
По време на Втората световна война в периода 1942 – 1945 г. служи в Медицинския корпус на армията.
Двамата с Катрин Люсил Мур започват съвместна работа през 40-те и 50-те години и издават много фантастични романи и разкази.
Хенри Катнър умира от инфаркт на 4 февруари 1958 г. в Санта Моника, Калифорния.

## Произведения

### Самостоятелни романи
- A Million Years to Conquer (1940)
- Earth's Last Citadel (1943) – с К. Л. Мур
- The Fairy Chessmen (1946) – като Люис Паджет, издаден и като „Chessboard Planet and The Far Reality“
- Valley of the Flame (1946)
- The Dark World (1946) – с К. Л. Мур
Тъмният свят, изд.: ИК „Грифон“, Варна (1993), прев. Снежана Димитрова
- The Brass Ring (1946) – с К. Л. Мур, издаден и като „Murder in Brass“
- Tomorrow and Tomorrow (1947) – като Люис Паджет
- Fury (1947), издаден и като „Destination: Infinity“
- The Day He Died (1947) – с К. Л. Мур
- The Mask of Circe (1948)
- The Time Axis (1949)
- The Portal in the Picture (1949) – с К. Л. Мур, издаден и като „Beyond Earth's Gates“
- The Well of the Worlds (1952)
- Man Drowning (1952)
- The Murder of Eleanor Pope (1956)
- The Murder of Ann Avery (1956)
- Murder of a Mistress (1957)
- Murder of a Wife (1958)

### Серия „Болди“ (Baldy) – с К. Л. Мур
1. The Piper's Son (1945)
2. Three Blind Mice (1945)
3. The Lion and the Unicorn (1945)
4. Beggars in Velvet (1945)
5. Mutant (1953)
6. Humpty Dumpty (1953)

### Серия „Елак“ (Elak)
1. Thunder in the Dawn (1938)
2. Spawn of Dagon (1938)
3. Beyond the Phoenix (1938)
4. Dragon Moon (1941)

### Серия „Галагър“ (Gallegher) – с К. Л. Мур
1. Time Locker (1943)
2. The World Is Mine (1943)
3. The Proud Robot (1943)
4. Gallegher Plus (1943)
5. Ex Machina (1948)

### Серия „Хогбените“ (Hogben) – с К. Л. Мур
1. The Old Army Game (1941)
2. Exit the Professor (1947)
3. Само неприятности, Pile of Trouble (1948)
4. See You Later (1949)
5. Cold War (1949)

### Серия „Пазителите“ (Keeps) – с К. Л. Мур
1. Clash by Night (1943)
2. Fury (1950)

### Серия „Д-р Майкъл Грей“ (Dr. Michael Gray)
1. The Murder of Ann Avery (1956)
2. The Murder of Eleanor Pope (1956)
3. Murder of a Mistress (1957)
4. Murder of a Wife (1958)

### Новели
- Absalom (1946) – с К. Л. Мур
- Call Him Demon (1946) – с К. Л. Мур, като Кийт Хамънд
- Механическото его, The Ego Machine (1952)
- Dr. Cyclops (1967)
- Beggars in Velvet (2012) – с К. Л. Мур
- Baldy (2012) – с К. Л. Мур
- Endowment Policy (2013) – с К. Л. Мур

### Разкази
- The Graveyard Rats (1936)
- The Black Kiss (1937) – с Робърт Блох
- I, the Vampire (1937)
- Quest of the Starstone (1937) – с К. Л. Мур
- The Salem Horror (1937)
- We Are the Dead (1937)
- The Shadow on the Screen (1938)
- The Spawn of Dagon (1938)
- Hydra (1939)
- The Misguided Halo (1939)
- Beauty and the Beast (1940)
- Dr. Cyclops [short story] (1940)
- Threshold (1940)
- A Gnome There Was (1941)
- Deadlock (1942)
- Masquerade (1942)
- Стъклената касичка, Piggy Bank (1942)
- We Guard the Black Planet! (1942)
- The Twonky (1942)
- The Iron Standard (1943)
- Mimsy Were the Borogroves (1943)
- The Proud Robot (1943)
- Clash by Night (1943) – като Лорънс О'Донъл
- Gallegher Plus (1943)
- Призрак, Ghost (1943)
- Shock (1943)
- Time Locker (1943)
- The World is Mine (1943)
- The Children's Hour (1944) – с К. Л. Мур
- Housing Problem (1944)
- When the Bough Breaks (1944)
- Line to Tomorrow [short story] (1945)
- The Piper's Son (1945)
- Маскировката, Camouflage (1945)
- What You Need (1945)
- Влюбеният автомат, Juke-Box (1946)
- This is the House (1946)
- Vintage Season (1946) – като Лорънс О'Донъл
- Exit the Professor (1947)
- Don't Look Now (1948)
- Ex machina, Ex Machina (1948)
- Pile of Trouble (1948)
- Щастлив завършек, Happy Ending (1948)
- See You Later (1949)
- Private Eye (1949)
- The Sky is Falling (1950)
- Android (1951)
- The Ego Machine (1951)
- Those Among Us (1951)
- By These Presents (1952)
- De Profundis (1953)
- Ловецът се завърна у дома, Home is the Hunter (1953)
- А как иначе, Or Else (1953)
- Year Day (1953)
- Двуръката машина, Two-Handed Engine (1955) – с К. Л. Мур
- Съдбоносно завръщане, Return To Otherness (1962)
- The Grab Bag (1991) – с Робърт Блох

### Сборници
- The Proud Robot (1952)
- Robots Have No Tails (1952)
- Ahead of Time (1953)
- No Boundaries (1955) – с К. Л. Мур
- Bypass to Otherness (1961)
- Return to Otherness (1962)

### Документалистика
- Letters to Henry Kuttner (1991) – с Хауърд Лъвкрафт

### Екранизации
- 1950 – 1951 Lights Out – ТВ сериал, 2 епизода
- 1951 – 1952 Tales of Tomorrow – ТВ сериал, 2 епизода
- 1953 The Twonky
- 1958 Sugarfoot – ТВ сериал, 1 епизод
- 1958 Tales of Frankenstein
- 1959 The Twilight Zone – ТВ сериал, 1 епизод
- 1961 Thriller – ТВ сериал, 1 епизод
- 1966 Out of the Unknown – ТВ сериал, 1 епизод
- 1970 Tout spliques étaient les Borogoves – ТВ филм
- 1992 Timescape – по „Vintage Season“
- 1996 Трилогия на ужаса II – ТВ филм, по „The Graveyard Rats“
- 2007 Последният гост от бъдещето – по „Mimsy Were the Borogoves“